# Сваненбург, Якоб Исаакс ван
Якоб Исаакс ван Сваненбург, Якоб Изакс ван Сваненбюрх (нидерл. Jacob Isaacsz van Swanenburg; 21 апреля 1571, Лейден — 16 октября 1638, Лейден) — голландский художник: живописец, рисовальщик эпохи позднего интернационального маньеризма. Член большой художественной семьи. Сын и ученик Исаака Класа ван Сваненбурга. Работал в Лейдене и Гауде (южная Голландия).

## Жизнь и творчество
Якоб Исаакс был сыном художника Исаака Класа ван Сваненбурга. Семья была арминианской по вере, после 1618 года примкнула к ремонстрантам (течение нидерландского протестантизма). В семье было трое сыновей, все получили первые художественные навыки от отца. Возможно, Якоб отличался особенными способностями, поэтому отец не препятствовал, когда сын отбыл на совершенствование мастерства в Италию. Он работал в Венеции (1591), Риме и Неаполе (около 1598).
В Неаполе 28 ноября 1599 года Якоб женился на неаполитанке Маргарете де Кардоне, дочери местного бакалейщика. Он продавал свои картины прямо из своей мастерской в Неаполе. В 1608 году он вступил в конфликт с инквизицией из-за выставленной им картины «Танец ведьм» в духе Иеронима Босха со сценами колдовства, чертями и прочей нечистью, но отделался строгим выговором, убедив суд, что просто взял чужую картину для чистки. В 1615 году вернулся в Лейден (что, вероятно, связано со смертью отца годом ранее), но лишь два года спустя, в 1617 году, решил забрать жену и троих детей из Неаполя и 6 января 1618 года окончательно поселиться в Лейдене.
Якоб брался за создание картин в разных жанрах: портретов, бытового жанра, религиозной живописи, мифологических и исторических сцен.
В Лейдене Якоб Исаакс ван Сваненбург открыл собственную мастерскую, куда принимал учеников. Предположительно, среди них был и молодой Рембрандт, который, вероятно, учился у него с 1621 по 1623 год. Якоб ван Сваненбург особенно прославился созданием фантастических картин апокалиптического характера. Умер 16 октября 1638 года во время поездки в Утрехт, был похоронен в церкви Святого Петра в Лейдене рядом со своим отцом.
Художнику приписывают одиннадцать картин (из них три — виды города, восемь — сцены ада), ни один из портретов его работы не сохранился. Сцены ада затрагивают разные темы: одна излагает все муки ада, две посвящены истории Плутона и Прозерпины из «Метаморфоз» Овидия, а две включают изображение семи смертных грехов. Четыре картины представляют вход в ад, и две из них включают историю Энея с Кумской сивиллой из «Энеиды» Вергилия. Эти ссылки на Овидия и Вергилия не были оригинальными и явно заимствованы из работ фламандского художника Яна Брейгеля Старшего, который был открывателем этого жанра.
Произведения Ван Сваненбурга находятся в нескольких музейных коллекциях, в том числе в Голландии, Польши, Дании, Германии, России.

## Галерея

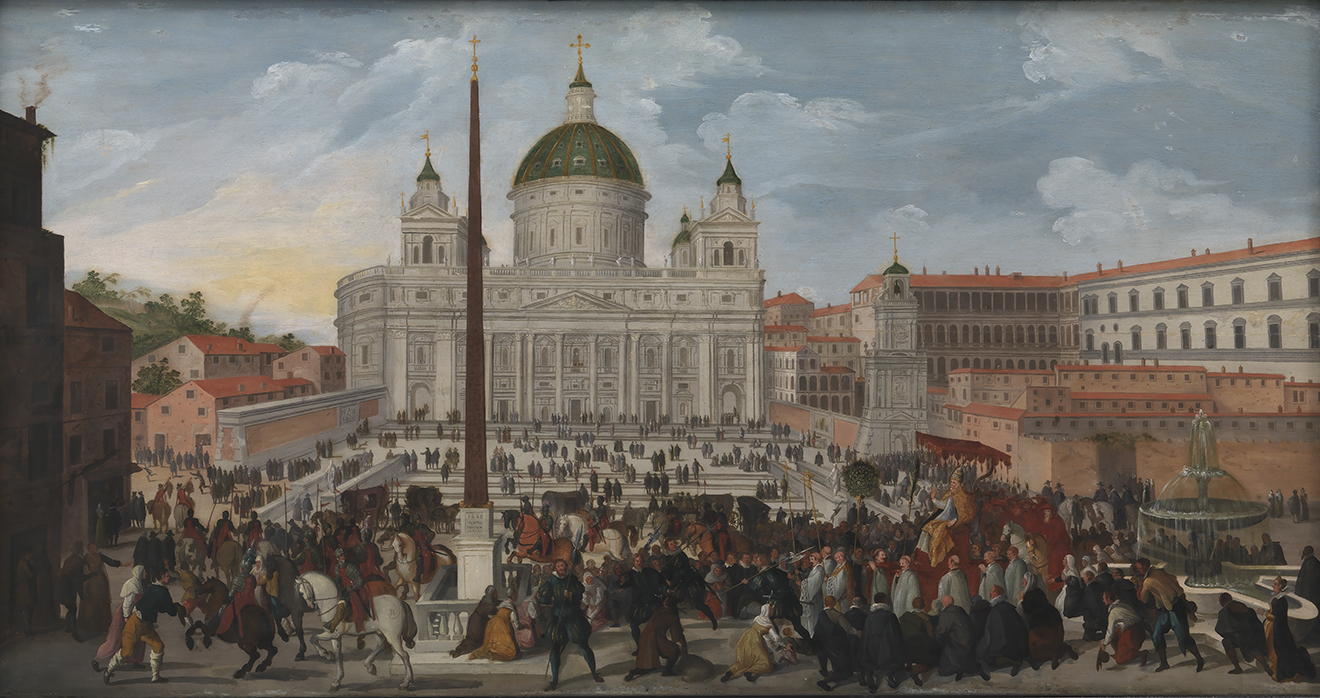
Папская процессия на площади Святого Петра в Риме. 1628. Дерево, масло. 	Государственный музей искусств, Копенгаген
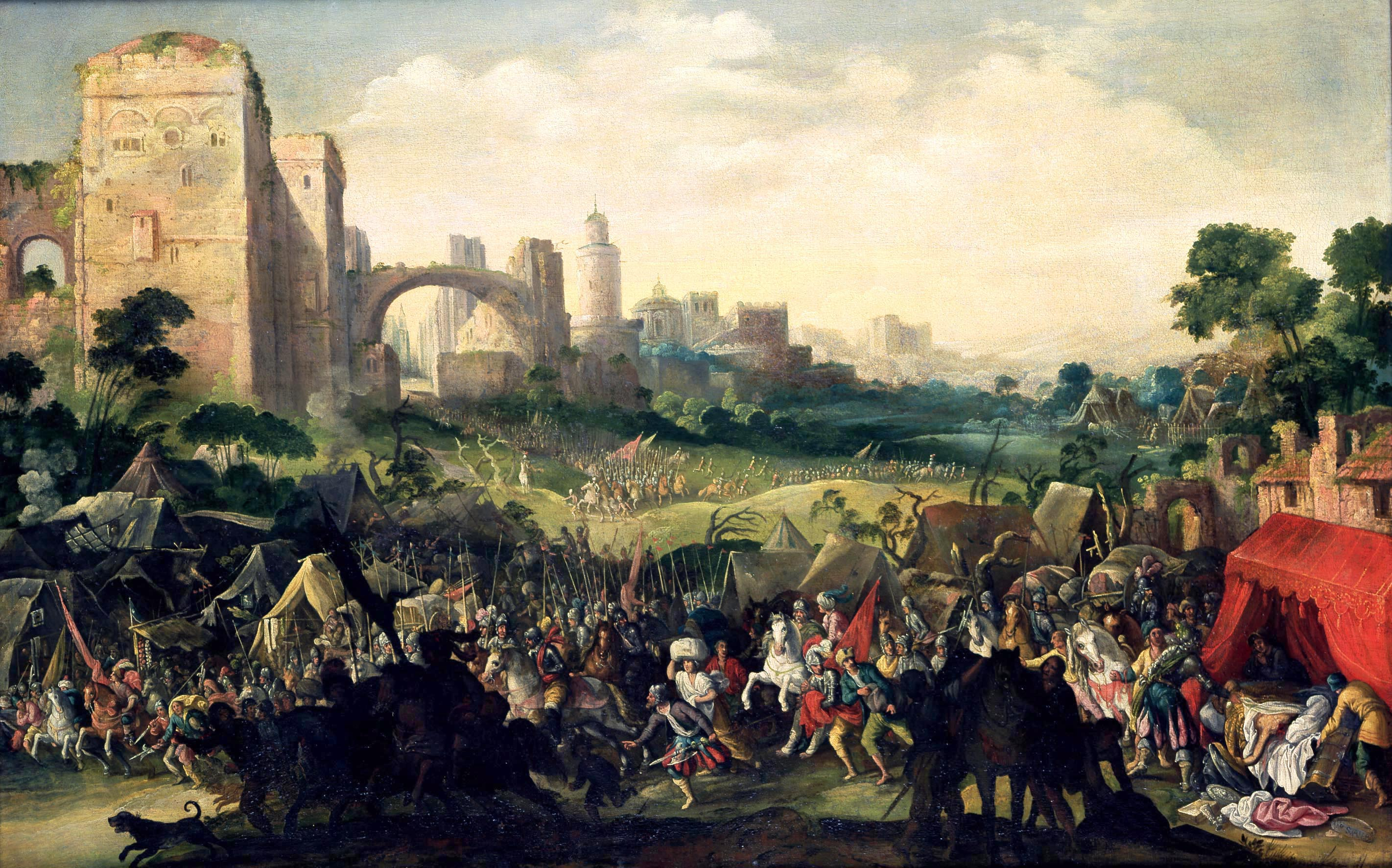
Осада Бетулии. Ок. 1615. Холст, масло. Музей Лакенхаль, Лейден
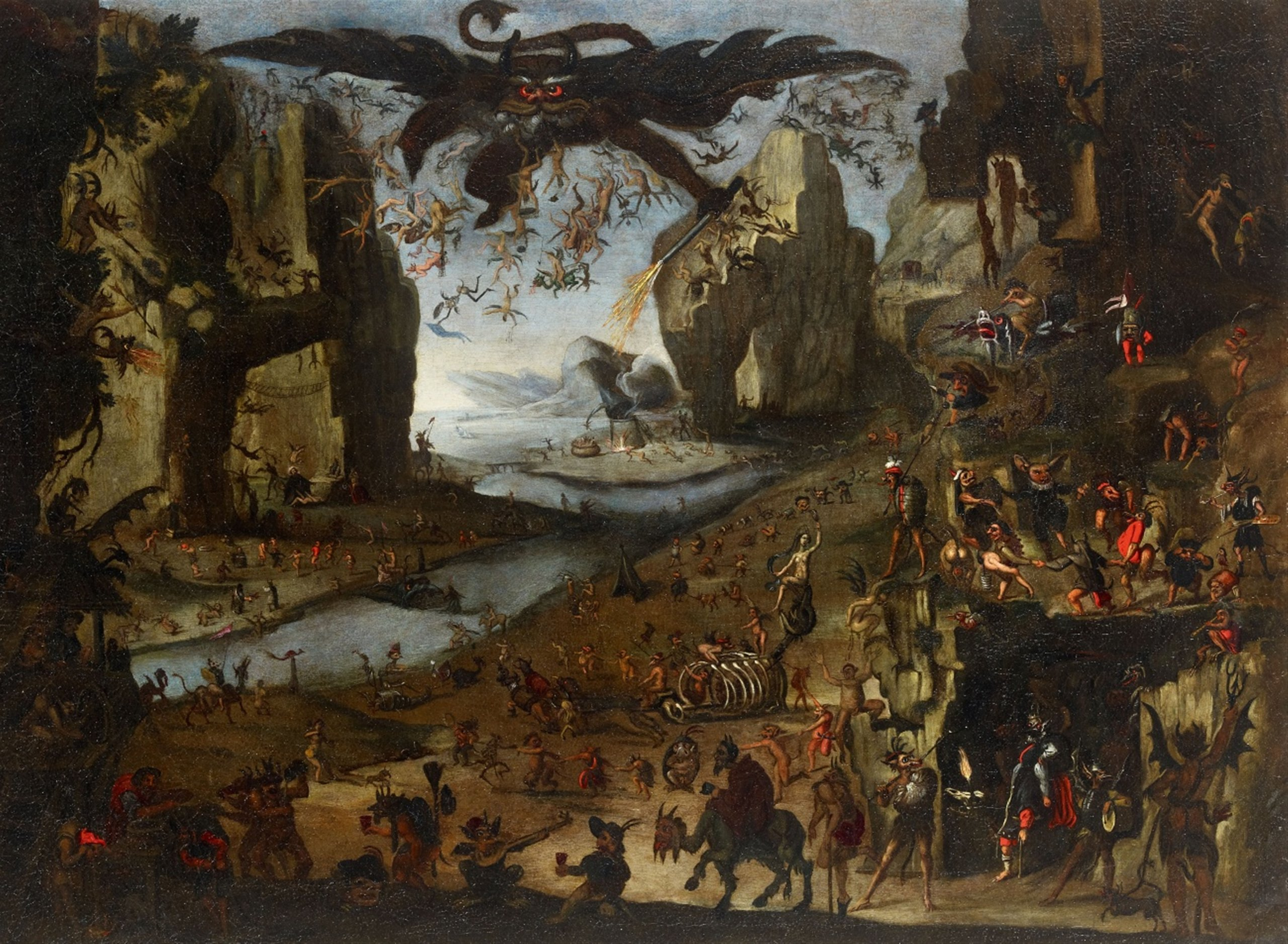
Искушение Святого Антония. Между 1617 и 1620. Холст, масло. Частное собрание
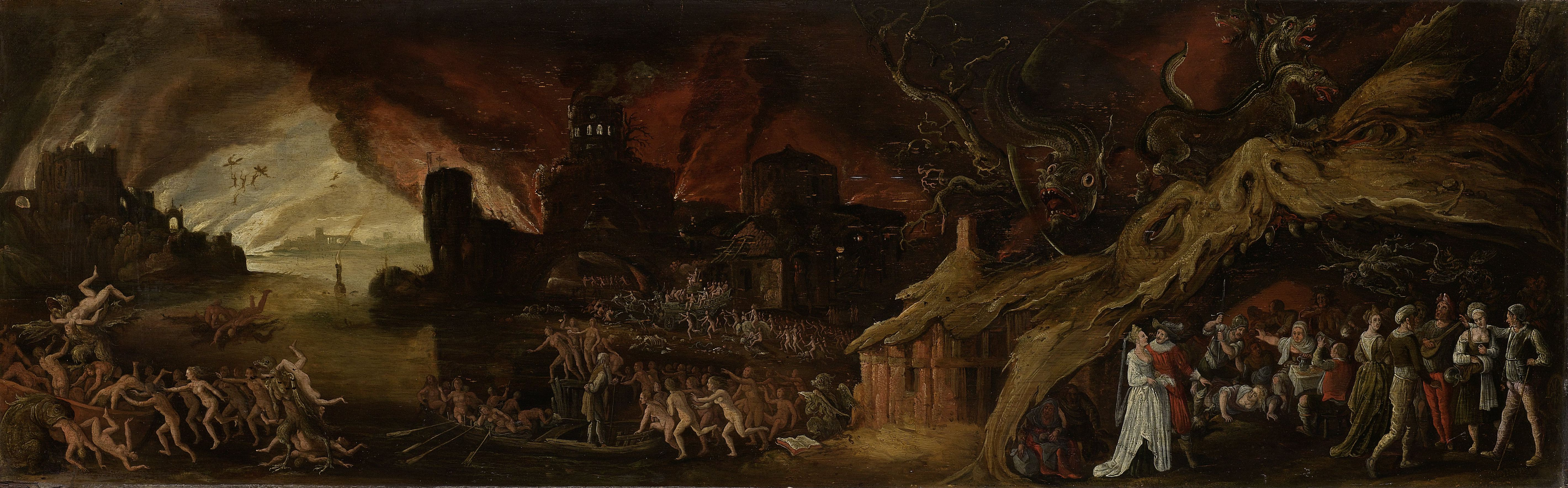
Страшный суд и семь смертных грехов. Между 1600 и 1638. Дерево, масло. Рейксмюсеум, Амстердам
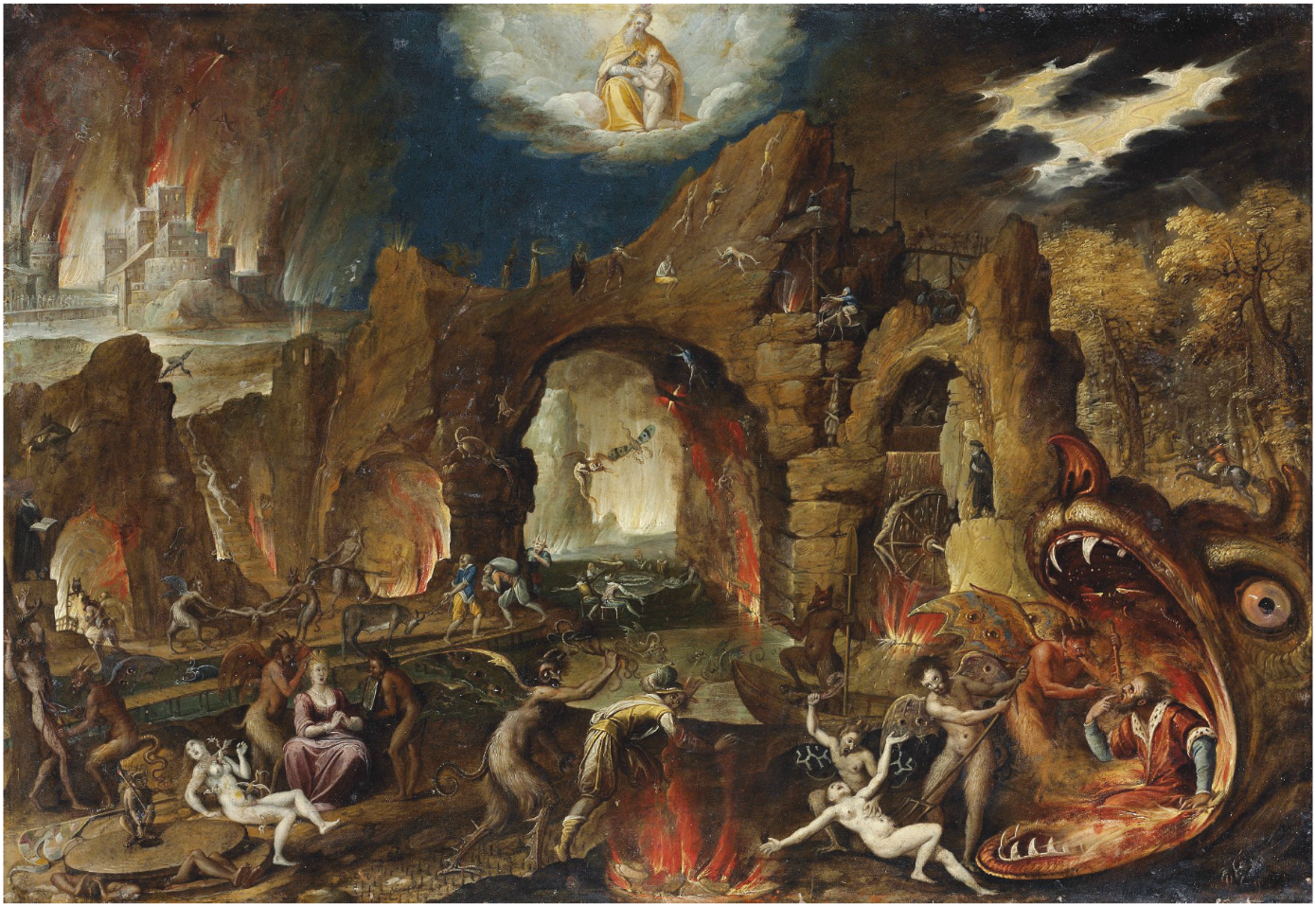
Мучения в аду. Между 1586 и 1638. Медь, масло. Частное собрание
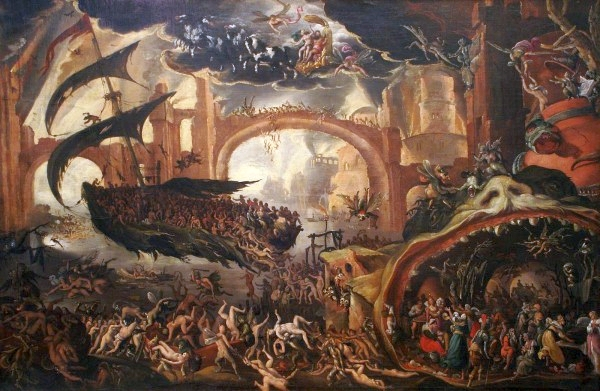
Эней и Сивилла в подземном царстве. Ок. 1625. Дерево, масло. Музей Лакенхаль, Лейден